# 通里穴
通里穴（つうりけつ）は、手の少陰心経に所属する5の経穴である。同経の絡穴である。

## 部位
神門穴の上1寸に取穴する

## 名前の由来
手の太陽小腸経に経脈が分かれる場所でもあるため通は通路または通り過ぎることを指し、里は表里すなわち脈気が集まることから名づけられた。

## 効能
急な声がれ、舌強不語、心悸亢進、悲しみ恐れ人を避ける、頭痛目眩、婦人経血過多、崩漏、肩臑肘臂内後側痛などの治療に使われる
　　　　　